# Зак Гренијер
Зак Гренијер (енгл. Zach Grenier; рођен 12. фебруара 1954. Инглвуд, Њу Џерзи), амерички је позоришни, филмски и ТВ глумац.
Одиграо је око 100 улога на филму и телевизији. Најпознатији је по улогама у филмовима као што су Томи Бој (1995), Максимални ризик (1996), Твистер (1996), Дони Браско (1997), Борилачки клуб (1999), Шафт (2000), Шифра Сабљарка (2001), Зодијак (2007), Џеј Едгар (2011) и Робокап (2014).